# Frantz Örnestedt
Frantz Örnestedt (eller Frans Örnstedt), född 1624 i Pommern, död den 28 juli 1685 i Stockholm, var en svensk ämbetsman och diplomat, son till  professorn vid Greifswalds universitet Franciscus Joël och Hedvig Heunen. Han gifte sig på 1650-talet med Anna von Deilen och blev far till Carl Gustaf Örnestedt.

## Biografi
I Pommerska kammaren, dit han ingick som tjänsteman efter avslutade studier i Greifswald, lade Örnestedt i dagen så framstående duglighet och arbetsförmåga, att han inom kort förordnades till referendarie i Wismarska tribunalet, varefter han utnämndes till kunglig sekreterare 1656. 
Som sådan tjänstgjorde han vid Karl X Gustavs fältkansli och åtföljde kungen på hans många fälttåg. Adlad 1660 då han utbytte sitt ursprungliga släktnamn mot namnet
Örnestedt, befordrades han till statssekreterare 1665, och blev kansliråd 1674. 
När Karl XI själv övertagit regeringen, uppsteg Örnestedt snart till anseende och inflytande, som medlem av den kamarilla, varmed M.G. De la Gardie i början omgav den unge konungen. 
Före 1675 års riksdag tillhörde han Erik Lindschölds nära vänner och framträder vid riksdagen bland oppositionens bundsförvanter och förmyndarräfstens främjare. Vid fredsverket i Lund 1679 var Örnestedt underhandlare jämte Johan Gyllenstierna.
Efter att 1677 ha förestått hovkanslersämbetet och omedelbart därefter blivit befordrad till häradshövding i Trögds, Håbo med flera häraders domsaga i Uppland, utnämndes han 1680 till ordinarie hovkansler samt erhöll tillika Nora och Lindes domsaga i Västmanland. 
Örnestedt var en både duglig och ansedd ämbetsman, mera som verkställare av andras beslut, än på självständigt initiativ. Hos Karl XI stod han högt i gunst. Det var på Örnestedts egendom
Skottorp i Halland, som kungen den 6 maj 1680 firade sitt biläger med danska prinsessan Ulrika Eleonora.